# غويلرمو أورتيز مارتينيز
غويلرمو أورتيز مارتينيز (بالإسبانية: Guillermo Ortiz Martínez)‏ هو اقتصادي وسياسي مكسيكي، ولد في 21 يوليو 1948 في مدينة مكسيكو في المكسيك. حزبياً، نشط في الحزب الثوري المؤسساتي.